# Collin Sixpence
Collin Sixpence (Zimbabue, 1974) es un escultor.

## Datos biográficos
Nacido de padres mozambiqueños, Sixpence comenzó sus estudios en Tafara, terminando su nivel básico obligatorio en Harare. En Tafara vio trabajar a sus vecinos escultores Tapfuma Gutsa y  Dominic Benhura, lo que le inspiró para intentar tallar la piedra. Comenzó a trabajar como asistente de Migeri Padoso en 1986, pasando a trabajar con Cosmos Muchenje en 1987. En 1989 se convirtió en artista residente del Parque de Esculturas Chapungu.
Sixpence ha expuesto en Europa y Asia , y en 2005 fue invitado a participar en un taller en el marco de la Expo 2005 en Nagoya . 